# Accadueo
Accadueo è un album di Eugenio Finardi, pubblicato nel 1998.

## Descrizione
Nel 1999 viene ripubblicato con l'aggiunta di Amami Lara, presentato in concorso al Festival di Sanremo 1999.

## Tracce
1. Costantinopoli – 5:00
2. E sto pensando a te – 4:10
3. Parlami dal rock al soul – 4:28
4. Accadueo – 4:16
5. Paura di amare – 3:56
6. Sogno la strada – 3:08
7. Sabbia mobile – 4:09
8. Ti vedo – 4:15
9. Se ce n'è – 4:05
10. Il negozio dei giorni usati – 4:49
11. Lei non ti ama più – 3:59
12. O figure indiane – 4:38
13. Amami Lara (bonus track CD 1999) – 4:01

## Musicisti
- Eugenio Finardi – voce, armonica, tastiera, tamburello
- Roberto Drovandi – basso
- Enrico Luca – batteria elettronica, programmazione
- Luca Cersosimo – programmazione
- Vinnie Colaiuta – batteria
- Fabrizio Consoli – chitarra elettrica, bouzouki, basso
- Tiziano Lamberti – organo Hammond
- Vittorio Cosma – pianoforte